# Anne Lister
Anne Lister (Halifax, 3 april 1791 – Koetaisi, Georgië, 22 september 1840) was een Engelse landeigenaresse, onderneemster, dagboekschrijfster, bergbeklimster en reizigster afkomstig uit West Yorkshire. Gedurende haar hele leven hield ze dagboeken bij die verslag doen van de details van haar dagelijks leven, inclusief haar liefdes- en seksuele relaties met (uitsluitend) vrouwen, haar financiële zorgen, haar industriële activiteiten en haar werk ter verfraaiing van haar landhuis Shibden Hall. Haar dagboeken bevatten meer dan vier miljoen woorden en ongeveer een zesde daarvan – met de intieme details van haar romantische en seksuele relaties – werd in code geschreven. Deze code, een combinatie van algebra en Oudgrieks, werd in de jaren 1930 ontcijferd. Lister wordt vaak "de eerste moderne lesbienne" genoemd vanwege haar grote zelfinzicht en openlijk lesbische levensstijl. Zij werd "Fred" genoemd door haar minnares; de inwoners van Halifax noemden haar besmuikt “Gentleman Jack”. Het 'gentleman' verwees naar haar uiterlijk, 'jack' was negentiende-eeuws slang voor lesbisch of lesbienne.

## Leven

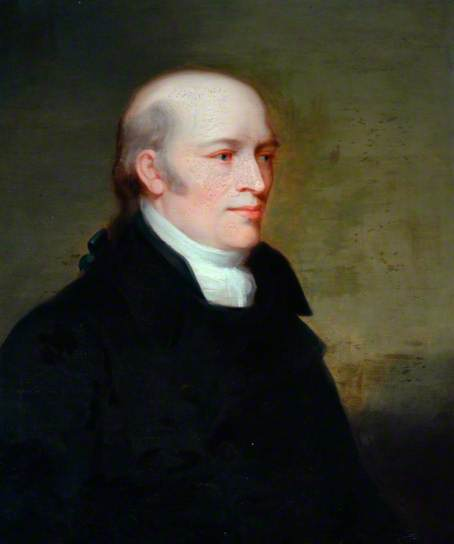
James Lister door Joshua Horner (1812-1884)

Anne Lister was het tweede kind en de oudste dochter van Jeremy Lister (1753-1836), die als jongeman tijdens de Amerikaanse Onafhankelijkheidsoorlog diende in het Britse 10e Regiment of Foot (infanterie) en in 1775 de veldslagen bij Lexington en Concord meemaakte. In augustus 1788 trouwde hij met Rebecca Battle (1770-1817) uit Welton in de East Riding of Yorkshire. Hun eerste kind, John, werd geboren in 1789, maar stierf hetzelfde jaar. Anne Lister werd op 3 april 1791 in Halifax geboren. Twee jaar later verhuisde het gezin naar een landgoed met de naam Skelfler House in Market Weighton, waar Anne haar jeugd doorbracht. In 1793 werd daar een tweede zoon geboren, Samuel, die een goede vriend van Anne zou worden. De Listers kregen vier zonen en twee dochters, alleen Anne en haar jongere zus Marian werden ouder dan twintig jaar.
Tussen 1801 en 1805 kreeg Anne Lister thuis onderwijs van dominee George Skelding, de dominee van Market Weighton, en op zevenjarige leeftijd werd ze naar een school in Agnesgate in Ripon gestuurd, die werd geleid door mevrouw Hagues en mevrouw Chettle. Tijdens bezoeken aan haar tante Anne en oom James in Shibden Hall, gaven de juffrouwen Mellin haar les. In 1804 werd Anne Lister naar de Manor House School in York gestuurd (gevestigd in de King's Manor-gebouwen), waar ze haar eerste liefde ontmoette, Eliza Raine (1791-1869).
Eliza Raine en haar zus Jane waren de rijke dochters van een chirurg die verbonden was aan de Oost-Indische Compagnie in Madras. Zij waren na zijn dood naar Yorkshire gebracht. Anne Lister en Eliza Raine ontmoetten elkaar op 13-jarige leeftijd en deelden een slaapkamer op het internaat, maar Anne werd na twee jaar gevraagd te vertrekken. Zij kon pas naar de school terugkeren toen Eliza was vertrokken. Eliza verwachtte als volwassene haar leven met Anne te kunnen delen, maar Anne begon affaires met Isabella Norcliffe en Mariana Belcombe, dag-leerlingen op de school. Wanhopig en gefrustreerd werd Eliza opgenomen in het Clifton Asylum, een psychiatrisch ziekenhuis waar Mariana's vader, dr. Belcombe, aan het hoofd stond.
In de periode dat Anne Lister thuisonderwijs genoot, ontwikkelde zij belangstelling voor de klassieke literatuur. In een bewaard gebleven brief van 3 februari 1803 aan haar tante schrijft Anne: "Mijn bibliotheek is mijn grootste genoegen ... De Griekse geschiedenis heeft me veel plezier verschaft."

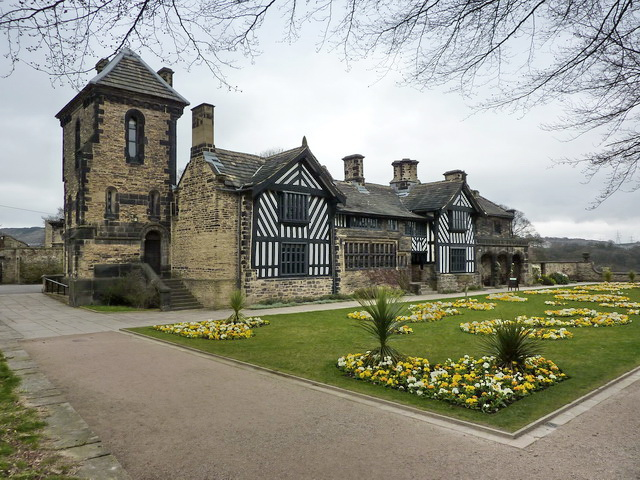
Shibden Hall met de bibliotheektoren, toegevoegd door Lister, aan de linkerkant (foto: Alexander P. Kapp)

Ze erfde Shibden Hall na de dood van haar tante in 1836 maar had het feitelijk al vanaf 1826 in beheer. Het landgoed genereerde een redelijk inkomen (deels afkomstig uit pacht). Die rijkdom gaf haar een zekere mate van vrijheid zodat zij kon leven zoals ze wilde. Naast inkomsten uit landbouwpacht omvatte de financiële portefeuille van Lister ook panden in de stad, aandelen in de kanaal- en spoorwegindustrie, mijnbouw en steengroeven. Lister gebruikte de inkomsten uit deze portefeuille om haar twee passies – Shibden Hall en Europese reizen – te financieren.
Lister wordt beschreven als een vrouw met een masculien voorkomen. Een van haar geliefden, Marianna Lawton (geboren Belcombe), schaamde zich er aanvankelijk voor om met haar in het openbaar te worden gezien, omdat haar uiterlijk werd becommentarieerd. Ze kleedde zich geheel in het zwart en ondernam veel activiteiten die niet werden gezien als comme il faut voor dames uit de betere kringen, zoals het openen en beheren van een kolenmijn. In sommige kringen werd zij 'gentleman Jack' genoemd. Lawton en Lister waren meerdere jaren geliefden, ook toen Lawton getrouwd was; Lawton had hiervoor de instemming van haar man.

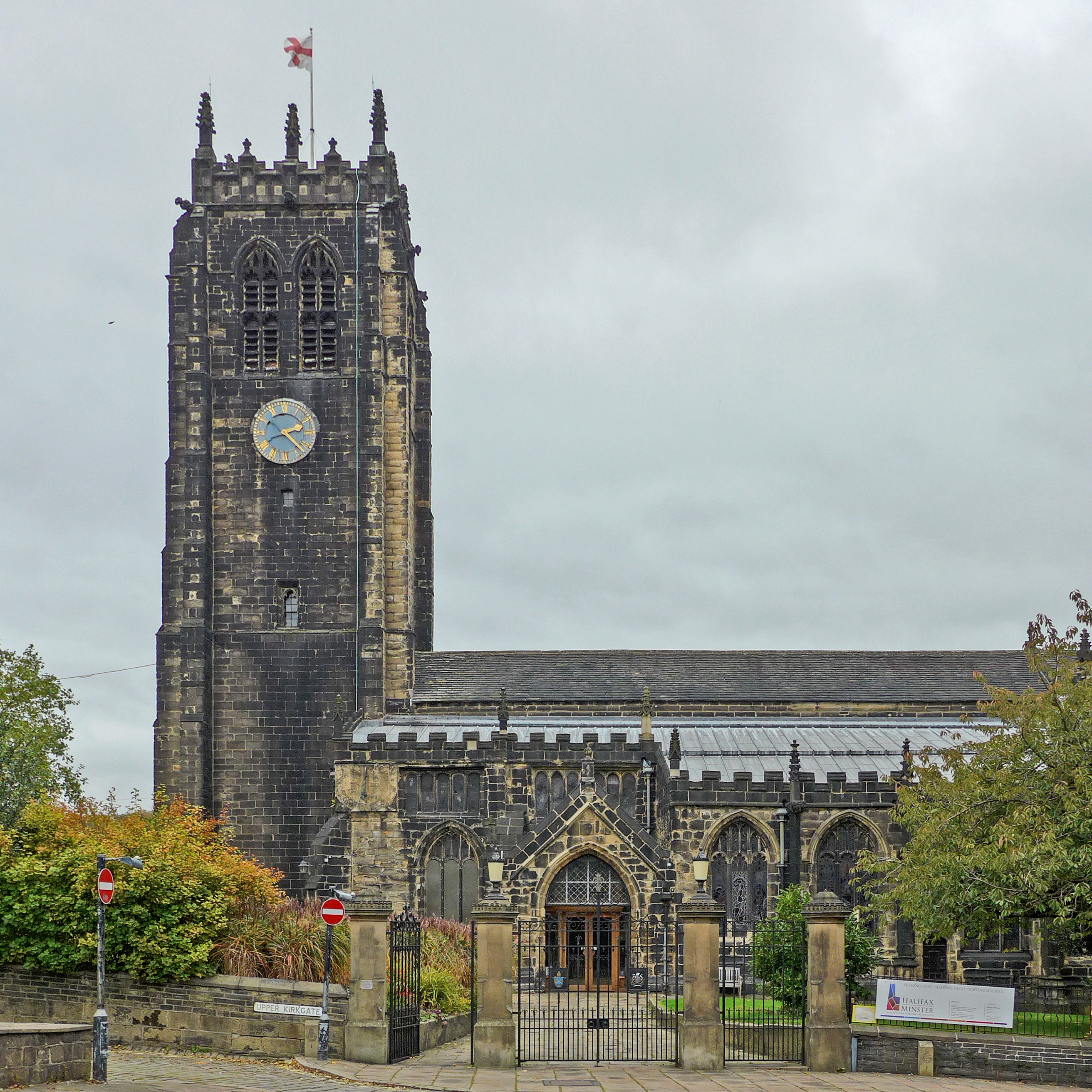
Halifax Minster, waar Anne begraven ligt (foto: Tim Green, Bradford)

Lister ontmoette in 1832 de rijke erfgename Ann Walker of Lightcliffe en er ontstond een liefdesrelatie. De vrouwen gingen op Paaszondag van 1834 samen ter communie in de Holy Trinity Church te Goodramgate (York) en beschouwden zich daarna als met elkaar gehuwd. Deze kerk heeft nu een iconische status omdat ze wordt beschouwd als de locatie van het eerste lesbische huwelijk dat in Groot-Brittannië werd voltrokken. Dit wordt vermeld op een herdenkingsplaquette.
Het paar woonde samen in Shibden Hall tot de dood van Anne Lister in 1840. Het fortuin van Ann Walker werd door Anne Lister gebruikt om Shibden Hall en de waterval en het meer van het landgoed te verfraaien. Lister heeft Shibden Hall behoorlijk gerenoveerd, naar eigen ontwerp. In 1838 voegde ze een gotische toren toe aan het hoofdgebouw die dienstdeed als haar privébibliotheek. Ze liet ook een tunnel onder het gebouw graven, zodat het personeel niet door het huis hoefde te lopen en zij niet gestoord hoefde te worden.
Anne Lister bedwong als eerste vrouw (bergbeklimster) de Monte Perdido in de Aragonese Pyreneeën (Spanje) (1830) In 1838 ging ze met Ann Walker terug naar de Pyreneeën en voltooide de eerste "officiële" beklimming van de Vignemale (3298 m).
Haar hele leven behield Lister een sterk Anglicaans geloof.

## Overlijden
Anne Lister stierf op 22 september 1840 op 49-jarige leeftijd aan koorts die waarschijnlijk het gevolg was van een tekenbeet, in Koetais (nu Koetaisi in Georgië) tijdens een reis met Ann Walker. Walker liet het lichaam van Lister balsemen en terugbrengen naar het Verenigd Koninkrijk, waar Anne Lister op 29 april 1841 werd begraven in de parochiekerk in Halifax, (West Yorkshire). Haar grafsteen werd in 2010 herontdekt; in 1879 was die door een nieuwe vloer bedekt.
In haar testament viel Listers nalatenschap aan haar neven en nichten van vaderskant toe, maar Ann Walker kreeg voor de rest van haar leven woonrecht op Shibden Hall en een toelage. Nadat Walker krankzinnig werd verklaard, kwam ze enkele jaren onder de zorg van dr. Belcombe. Vanwege haar geestelijke toestand was zij niet in staat een geldig testament te maken. Zij stierf in 1854 in haar ouderlijk huis, Cliff Hill, in Lightcliffe (West Yorkshire).
Meer dan 40 jaar na Anne Listers dood meldde de Leeds Times in 1882 in een artikel over een geschil omtrent de eigendomsrechten van Shibden Hall: "De herinnering aan de uitzonderlijke masculiene karaktertrekken van miss Lister zijn bewaard gebleven".

## Dagboeken
Tijdens haar leven schreef Anne Lister een dagboek van vijf miljoen woorden. Het begon in 1806 met stukjes papier die waren opgenomen in pakjes in geheime code die door en naar Eliza Raine waren verzonden. Uiteindelijk werden het 26 delen in Quarto-formaat, eindigend een maand voor haar dood in 1840. Behalve dat haar handschrift bijzonder moeilijk te ontcijferen is, is ongeveer een zesde van het dagboek geschreven in een eenvoudige code die Raine en Lister hadden bedacht. Daarbij combineerden ze het Griekse alfabet, de dierenriem, leestekens en wiskundige symbolen. Het dagboek beschrijft ook haar liefdesleven, haar seksuele relaties met vrouwen in detail, zoals ook de verleidingsmethoden die ze gebruikte. Daarnaast bevatten de dagboeken ook haar gedachten over het weer, sociale en nationale gebeurtenissen, haar zakelijke belangen en huiselijke beslommeringen. Het merendeel van haar dagboek gaat over haar dagelijks leven, niet alleen over haar seksualiteit, en biedt gedetailleerde informatie over sociale, politieke en economische gebeurtenissen van die tijd.
De code die Lister in haar dagboeken gebruikte, werd ontcijferd door de laatste bewoner van Shibden Hall, John Lister (1847-1933) en Arthur Burrell, een goede vriend. Toen de inhoud van de geheime passages duidelijk werd, adviseerde Burrell aan John Lister om alle dagboeken te verbranden. Lister volgde dit advies niet op maar verborg de dagboeken van Anne Lister achter een paneel in Shibden Hall.
In 2011 werden Lister's dagboeken toegevoegd aan het register van het UNESCO Memory of the World-programma. In het bijgevoegde registercitaat wordt naar voren gebracht dat het dagboek in zijn algemeenheid een waardevol historisch verslag is, maar dat het 'uitgebreide en pijnlijk eerlijke verslag van het leven een vrouw die (zich mogelijk mannelijk voelde) de voorkeur geeft aan liefdes- en seksuele relaties met vrouwen, en de reflecties op die seksuele geaardheid was en is wat deze dagboeken uniek maken. Ze hebben de richting van de Britse genderstudies en de vrouwengeschiedenis gevormd en blijven de richting bepalen'.
Listers dagboeken zijn beschreven als onderdeel van een "trilogie van dagboeken uit de vroege 19e eeuw" door lokale vrouwen. Samen met de dagboeken van Caroline Walker (van 1812 tot 1830) en Elizabeth Wadsworth (van 1817 tot 1829) belichten zij de betreffende periode vanuit verschillende perspectieven.

## Populaire cultuur
De eerste aflevering van de BBC Two-serie A Skirt Through History uit 1994, met in de hoofdrollen Julia Ford als Anne Lister en Sophie Thursfield als Marianna Belcombe, droeg de titel A Marriage.
Op 31 mei 2010 zond BBC Two een productie uit gebaseerd op het leven van Lister, The Secret Diaries of Miss Anne Lister, met Maxine Peake in de hoofdrol als Lister. Revealing Anne Lister, een documentaire met Sue Perkins, werd dezelfde avond uitgezonden op BBC Two.
In 2012 brachten het muziekduo O'Hooley & Tidow (Belinda O'Hooley en Heidi Tidow), op hun tweede album The Fragile, een lied uit over Anne Lister, genaamd "Gentleman Jack".
In het voorjaar van 2019 werd een historische tv-dramaserie uitgezonden door BBC en HBO getiteld Gentleman Jack, met Suranne Jones in de rol van Anne Lister. Deze serie trachtte haar leven als "de eerste moderne lesbienne" te portretteren. Penguin Books publiceerde bij de serie een begeleidend boek geschreven door Anne Choma, historisch adviseur van de serie, met nieuwe getranscribeerde en gedecodeerde fragmenten uit Lister's dagboeken. In de aftiteling van het drama wordt aangegeven dat de serie geïnspireerd is door de boeken Female Fortune en Nature's Domain van Jill Liddington, die ook optrad als adviseur, en wier eigen website het buitengewone leven van Lister samenvat als "duizelingwekkende wereldlijke prestaties plus ongebreidelde affaires met vrouwen".

## Gedenkplaat
In 2018 werd ter ere van Anne Lister in de Holy Trinity Church in York een blauwe herdenkingsplaquette met regenboogrand onthuld met daarop de tekst: 'Gender-nonconforming entrepreneur. Celebrated marital commitment, without legal recognition, to Ann Walker in this church. Easter, 1834' ( 'Gendernon-conformistisch ondernemer. Vierde in deze kerk haar niet wettelijk erkende echtelijke verbintenis met Ann Walker. Pasen, 1834’ ) Dit was de eerste plaquette met betrekking tot de LHBT-geschiedenis van York. De bewoordingen werden bekritiseerd omdat die de seksuele geaardheid van Lister niet benoemde. In 2019 werd een vervangende plaquette aangebracht met de tekst: "Anne Lister 1791-1840, woonachtig op Shibden Hall, Halifax / Lesbienne en dagboekschrijfster; nam hier het sacrament om haar vereniging met Ann Walker te bezegelen / Pasen 1834".